# Райн (Лех)
Райн (нем. Rain) — город в Германии, в земле Бавария.
Подчинён административному округу Швабия. Входит в состав района Донау-Рис. Население составляет 8461 человек (на 31 декабря 2010 года). Занимает площадь 77,13 км². Официальный код — 09 7 79 201.